# Национална библиотека на Гърция
Националната библиотека на Гърция (на гръцки: Εθνική Βιβλιοθήκη) се намира в близост до центъра на Атина.
Проектирана е от датския архитект Теофил фон Хансен като част от известната му трилогия от неокласически сгради, включваща Академията на Атина и оригиналната сграда на Атинския университет. Основана е от Йоан Каподистрия.
Библиотека разполага с над 4500 гръцки ръкописа, една от най-големите колекции с гръцка азбука. Там се съхраняват много хрисовули и архивите на Гръцката революция.
Сред притежанията на библиотеката са:
- кодекс от 4-те евангелия, приписвани на книжник Матей;
- ръкопис с унциален шрифт,
- фрагмент от Евангелието на Матея от 6 век,
- Flora Graeca Sibthorpiana на английския ботаник Джон Сибторп;
- Rigas' Chart по Ригас Велестинлис;
- The Large Etymological Dictionary,
- исторически византийски речник;
- първото издание на Омирския епос и химни.[1]